# Galton-deszka

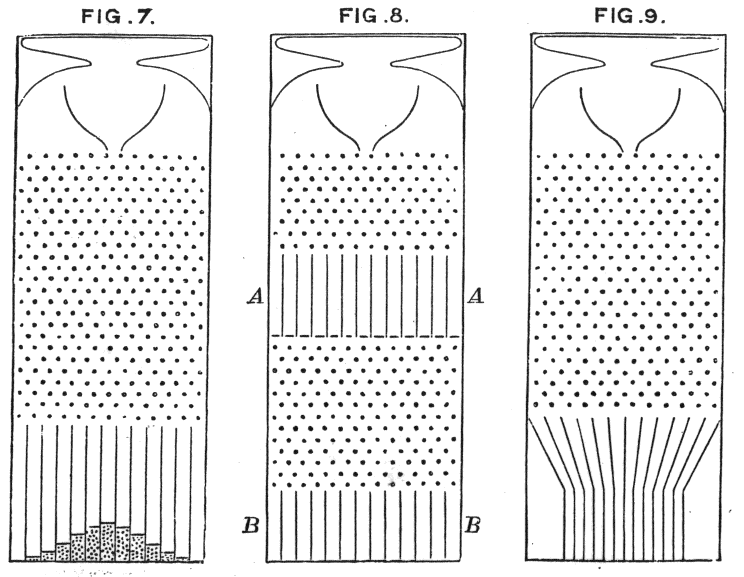
A Galton-deszka ábrája Sir Francis Galton 1889-es munkájában

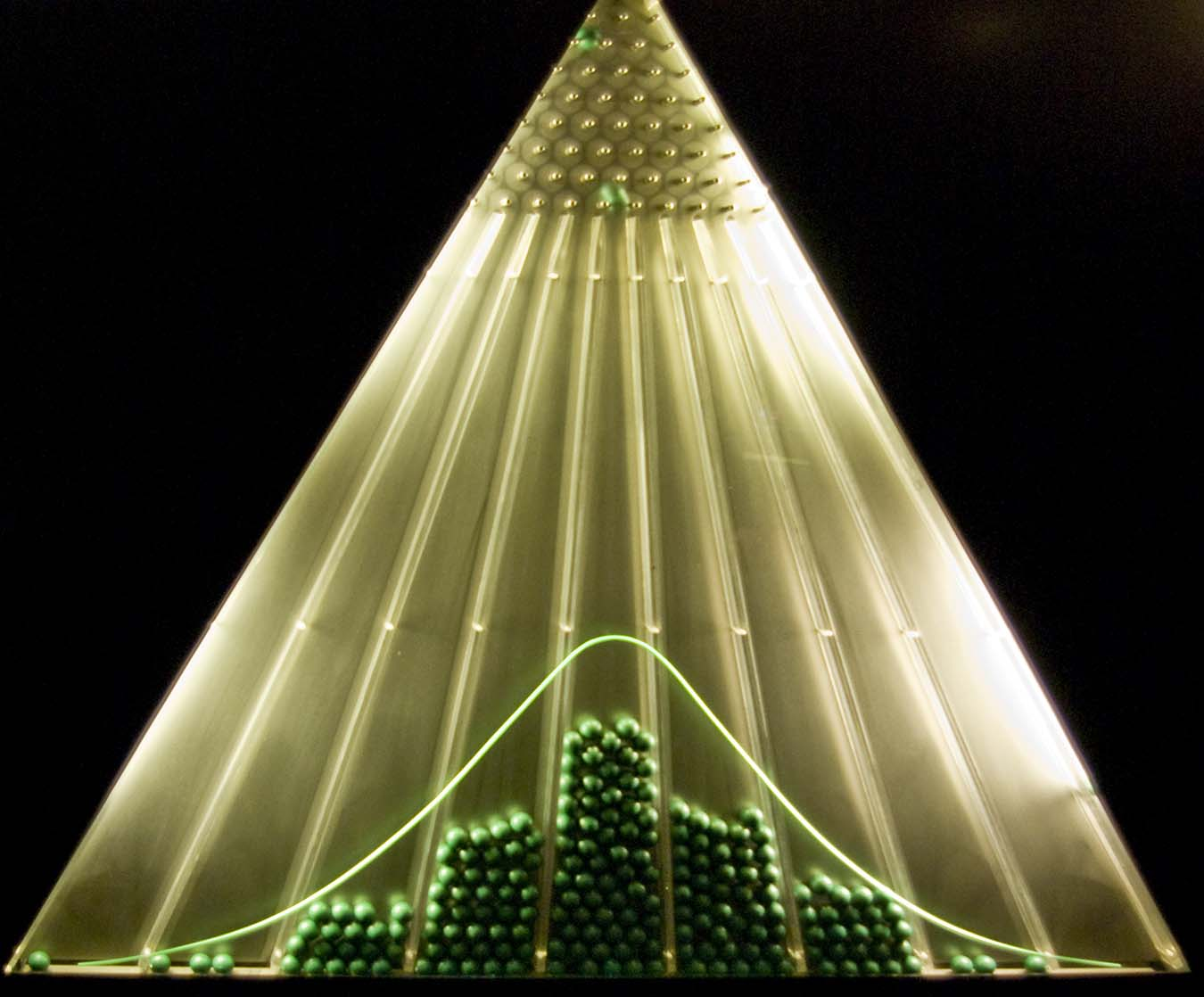
A Galton-deszkával végzett kísérlet eredménye – berajzolták a normális eloszlás sűrűségfüggvényének grafikonját

A Galton-deszka Francis Galton által 1889-ben feltalált szemléltetőeszköz, egy valószínűségszámítással kapcsolatos matematikai kísérlethez szükséges eszköz.
A kísérlet lényege, hogy egy egyenlő szárú háromszög alakú, függőleges vagy lejtős pálya felső csúcsáról legurítunk egy golyót, amely egy éknek ütközve vagy jobbra, vagy balra folytatja útját. A továbbguruló golyó újabb éknek ütközve ismét jobbra vagy balra tér ki, és így tovább, míg az utolsó ék után az egyik csatornába esik. A kísérletet többször megismételjük úgy, hogy közben a már legurított golyókat a csatornákban hagyjuk. A kísérleti eszköz kialakítása olyan, hogy a golyó minden éknél 50%-50% valószínűséggel tér ki balra, illetve jobbra.
Az éksorok számát n-nel jelölve, az ütközések száma n, a csatornák száma n+1. Annak a valószínűsége, hogy egy golyó a (nullától n-ig számozott) k-adik csatornába kerül:
{\displaystyle {\binom {n}{k}}{\frac {1}{2^{n}}}(k=0,1,2,...,n)}
Ha a kísérletek száma elég nagy, a csatornákba jutott golyók elhelyezkedése nagy valószínűséggel a normális eloszlás sűrűségfüggvényének grafikonjára fog hasonlítani. Ezért a Galton-deszka szemléltetőeszközként használható.